# Museu Naval de Chania
O Museu Naval de Chania fica situado na cidade grega Chania cidade, na ilha de Creta. Foi fundado em 1973 e está instalado num edifício à entrada do forte Firkas no Porto de Chania.
O seu acervo é constituído por modelos de barcos, pinturas, arquivo de fotografias, achados de arqueologia submarina, instrumentos marítimos, etc.

## Acervo
O museu é dividido em unidades de acordo com o tempo histórico. A primeira exibição se inicia nos tempos Pré-Históricos e vai até o século 6 e contém modelos de embarcações e pinturas que remetem às Guerras Persas e à Guerra do Peloponeso. A coleção seguinte vai do período do Império Bizantino ao período pós-Bizantino. Este período é particularmente especial para a marinha grega pois marcou o fim da utilização dos remos e passou a se utilizar navios com tecnologia mais avançada.
O acervo também faz referências às guerras gregas pela independência, em especial a luta do povo de Creta para unificar o país. Nas décadas seguintes, o museu passa pela Guerra dos Balcãs e pelas duas Guerras Mundiais, mostrando o desenvolvimento e a alta tecnologia utilizada pela marinha grega.
Além disso, é possível visitar uma coleção de conchas que mostram a beleza e diversidade do fundo do mar da Grécia.